# Neu Darchau
Neu Darchau ist eine Gemeinde im Landkreis Lüchow-Dannenberg in Niedersachsen. Sie ist Teil der Samtgemeinde Elbtalaue.

## Geografie
Neu Darchau liegt am linken Ufer der Elbe, rund 15 km flussabwärts von Hitzacker und 12 km flussaufwärts von Bleckede. Die Gemeinde liegt etwa 35 km östlich von Lüneburg. Direkt gegenüber von Neu Darchau, auf dem rechten Elbufer, liegt das Dorf Darchau (Gemeinde Amt Neuhaus, Landkreis Lüneburg).
Das Gemeindegebiet liegt im Naturpark Wendland.Elbe, teilweise auch im Biosphärenreservat Niedersächsische Elbtalaue. Durch die Gemeinde fließt der Mühlenbach, der am Rande des Ortes in die Elbe mündet.

### Gemeindegliederung
Die Gemeinde Neu-Darchau besteht seit der Gemeindegebietsreform von 1972 aus den nachfolgend aufgelisteten neun Orten und Ortsteilen. Zusätzlich existiert der Wohnplatz Darzauer Mühle.
- Darzau
- Drethem
- Glienitz
- Katemin
- Klein Kühren
- Neu Darchau (Kernbereich)
- Quarstedt
- Sammatz
- Schutschur

- Darzauer Mühle

Vor 1972 gehörte Darzauer Mühle zur Gemeinde Darzau. Die Gemeinde Katemin wurde 1972 aus dem Landkreis Lüneburg in den Landkreis Lüchow-Dannenberg eingegliedert.
Die sechs direkt an der Elbe gelegenen Ortsteile Katemin, Neu Darchau, Klein Kühren, Schutschur, Glienitz und Drethem sind heute mehr oder weniger komplett zusammengewachsen. Die ersten drei gehen direkt ineinander über; die weiteren werden jeweils durch nur wenige 100 m lange Abschnitte voneinander getrennt.

## Geschichte
Während der Deutschen Teilung lag Neu Darchau im Grenzgebiet, da die Elbe die Grenze zwischen Niedersachsen und der DDR (Bezirk Schwerin) bildete. Das Amt Neuhaus einschließlich der Schwestergemeinde Darchau lagen hinter dem „Eisernen Vorhang“ auf dem anderen Flussufer.

### Eingemeindungen
Am 1. Juli 1972 wurden die Gemeinden Darzau, Drethem, Glienitz, Katemin (bis dahin im Landkreis Lüneburg), Klein Kühren, Quarstedt, Sammatz und Schutschur eingegliedert.

## Politik
Die Gemeinde Neu Darchau gehört zum Landtagswahlkreis 48 Elbe und zum Bundestagswahlkreis 38 Lüchow-Dannenberg – Lüneburg.

### Gemeinderat
Der Rat der Gemeinde Neu Darchau setzt sich aus elf Mitgliedern zusammen. Die Ratsmitglieder werden durch eine Kommunalwahl für jeweils fünf Jahre gewählt.

Bei der Kommunalwahl 2021 ergab sich folgende Sitzverteilung:
| Gemeinderat 2021Insgesamt 11 Sitze - SPD: 3 - Grüne: 2 - BL: 2 - KalliEco: 2 - CDU: 2 |

Vorherige Sitzverteilungen:
| Wahljahr | SPD | BL | Einzelbewerber | Gesamt    |
| --- | --- | -- | -------------- | --------- |
| 2011 | 5   | 4  | 1*             | 10 Sitze* |
| __________________________ BL: Bürgerliste Neu Darchau (*Dem Einzelbewerber Behm standen zwei Sitze zu, er konnte aber nur einen besetzen) |     |    |                |           |

### Bürgermeister
Der Bürgermeister der Gemeinde Neu Darchau ist seit dem 22. Mai 2014 Klaus-Peter Dehde (SPD)

## Religionen

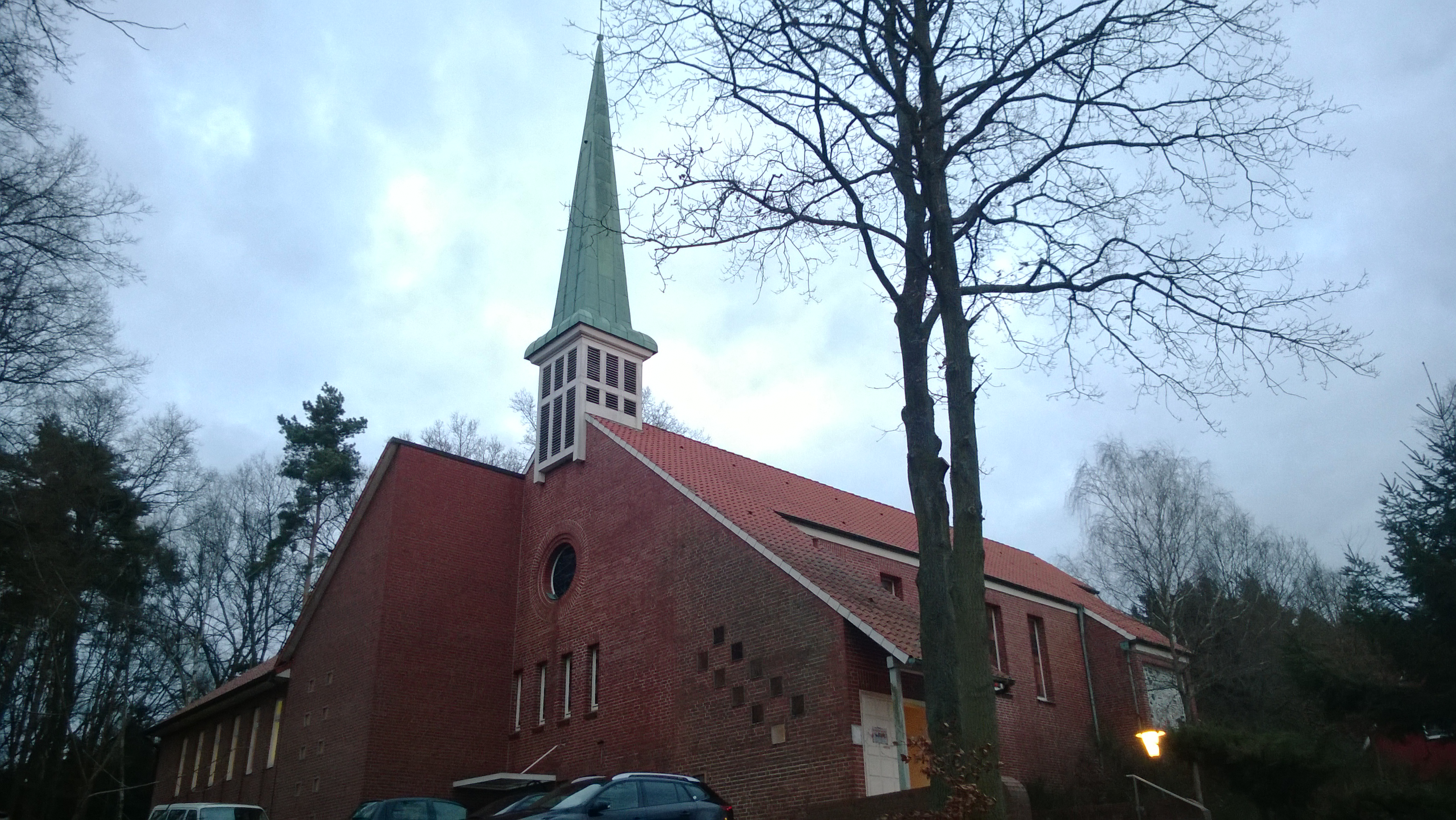
St. Petri

Die evangelisch-lutherische Kirchengemeinde Neu Darchau hat ihren pfarramtlichen Sitz in Neu Darchau und teilt sich mit der Kirchengemeinde Hitzacker das Pfarramt. Zur Kirchengemeinde gehören die Kirchen St. Petri in Neu Darchau, die Kirche in Drethem und die Fachwerkkapelle in Wietzetze.

## Kultur und Sehenswürdigkeiten

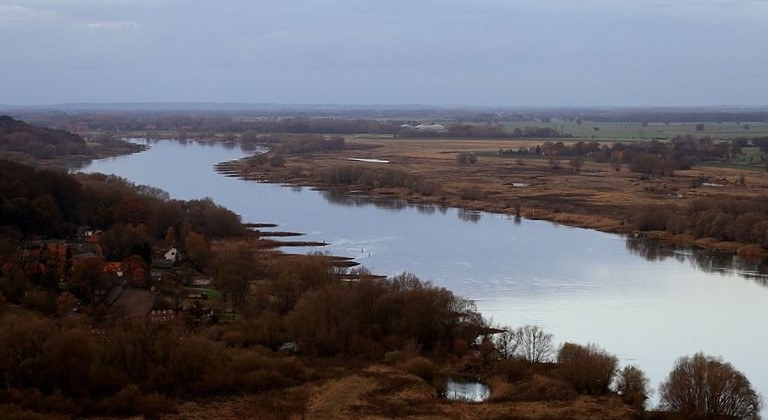
Die Elbe vom Aussichtsturm Am Kniepenberg, Neu Darchau

## Wirtschaft und Infrastruktur
Im Ortszentrum an der Brücke der Hauptstraße über den Mühlenbach steht die Wassermühle. An der Mündung des Mühlbachs befindet sich ein Sportboothafen. Neben einem Laden zur Versorgung für den täglichen Lebensbedarf befinden sich auch Ärzte im Ort. Weiterhin verfügt der Ort über eine Grundschule mit Schulsporthalle, einen Kindergarten und einen Sportplatz namens „Elbufer Arena“, auf dem unter anderem der Fußballverein „SV Elbufer“ heimisch ist.

## Verkehr

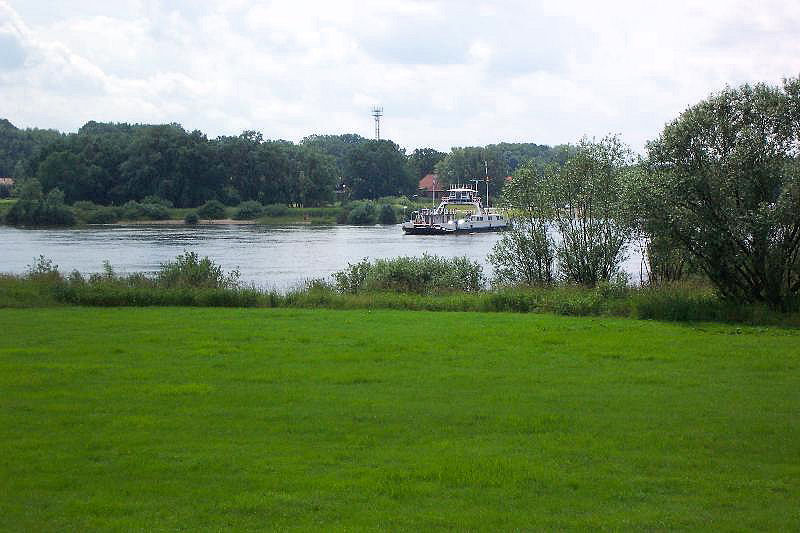
Elbfähre „Tanja“

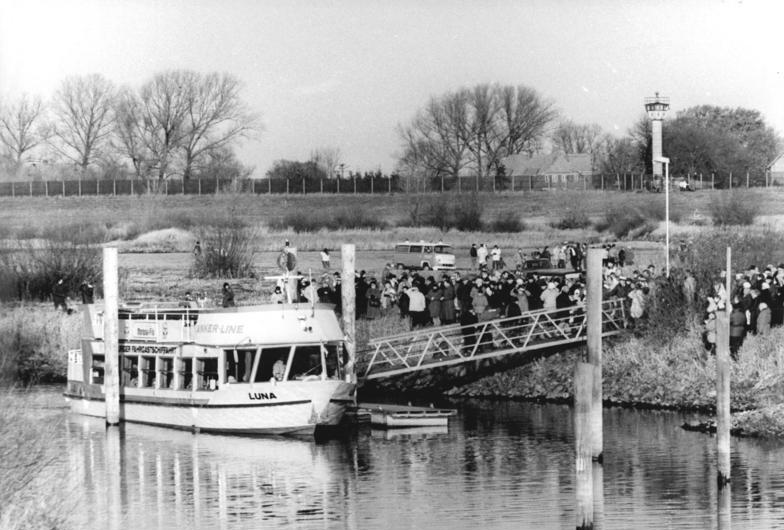
Elbfähre zwischen Neu Darchau und Hagenow im November 1989 nach Öffnung der innerdeutschen Grenze

Durch den Ort führt die Elbuferstraße als Touristikroute. Der nächstgelegene Bahnhof befindet sich in Breese (Gemeinde Nahrendorf), 8 km südlich. In Göhrde und Dahlenburg besteht Anschluss an die B 216 von Lüneburg nach Dannenberg.
Zwischen Neu Darchau und Darchau, auf dem rechten Elbufer, verkehrt ganzjährig die Autofähre „Tanja“. Der Bau einer Brücke ist geplant, vor allem um das Amt Neuhaus besser an die Kreisstadt Lüneburg anzubinden. Allerdings wurden bereits mehrere Planungsversuche gerichtlich gestoppt, beziehungsweise konnten aufgrund von Konflikten mit FFH-Richtlinien der EU gar nicht erst in Angriff genommen werden. Im Kreis Lüchow-Dannenberg, vor allem in Neu Darchau selbst, stößt der Plan, eine Elbbrücke zu bauen, auf Kritik, da man ein starkes Anwachsen des Durchgangsverkehrs befürchtet. Im Juli beschloss der Kreistag Lüneburg die Planungen abzubrechen, da eine neue Kostenermittlung Baukosten von 58 Millionen Euro ergab und der Landkreis davon 22,25 Millionen Euro hätte tragen müssen.